# Pleuroceras (amonity)
Pleuroceras – rodzaj głowonogów z wymarłej podgromady amonitów, z rzędu Ammonitida.
Żył w epoce wczesnej jury (pliensbach).